# Perdita scopata
Perdita scopata är en biart som beskrevs av Timberlake 1953. Perdita scopata ingår i släktet Perdita och familjen grävbin. Inga underarter finns listade i Catalogue of Life.